# 韋韋公園 (伊利諾伊州)
韋韋公園（英語：Vevay Park）是位於美國伊利諾伊州坎伯蘭縣的一個非建制地區。該地的面積和人口皆未知。

## 地理
韋韋公園的座標為39°16′45″N 88°03′13″W / 39.27917°N 88.05361°W，而該地的平均海拔高度為187米（即614英尺）。